# Асоціація діячів естрадного мистецтва України
Творча спілка «Асоціація діячів естрадного мистецтва України» (ТС АДЕМУ) — одне з творчих об'єднань професійних діячів мистецтва. Творча спілка об'єднує в обласних відділеннях усіх міст і районів України, більше двох тисяч професійних діячів естради та цирку.
Утворена в 1989 році. Зареєстрована Міністерством Юстиції України 30 вересня 2004 року. Президентом спілки є Віктор Герасимов, який вже більше двадцяти років її очолює. Віце-президент — Катерина Станжицька, виконавчий директор — Дехтяренко Леонід Федорович

## Відзнаки спілки
2010 року Спілка запровадила почесні звання Спілки:
- «Заслужений артист естрадного мистецтва України» — присвоюється режисерам, артистам театрів, філармоній, естради, професійних ансамблів, диригентам оркестрів, керівникам естрадних колективів, композиторам, музикантам, ведучим естрадних програм, телебачення і радіомовлення;
- «Заслужений діяч естрадного мистецтва України» — присвоюється режисерам, хормейстерам, балетмейстерам, диригентам, художникам, художнім керівникам естрадних колективів, композиторам, письменникам, драматургам, сценаристам, теоретикам естрадного мистецтва, викладачам навчальних закладів культури і мистецтв;
- «Заслужений артист циркового мистецтва України»
- «Заслужений діяч циркового мистецтва України».

Подання про присвоєння почесних звань Спілки вносять її регіональні відділення, а нагороджені особи отримують відповідне посвідчення та нагрудний знак.
Того ж року від імені Спілки було надіслане звернення до Міністерства юстиції України щодо реєстрації Положення про почесні звання спілки, проте у відповіді Міністерства було зазначено, що реєстрації внутрішніх положень Спілки не належить до його компетенції.
Людям, що не є фахівцями у сфері культури та мистецтва може бути важко відрізнити почесні звання Спілки від почесних звань, що присвоюються державою.